# یوکی میزوهارا
یوکی میزوهارا (به ژاپنی: Yūki Mizuhara) (زادهٔ ۳۰ اوت ۱۹۵۳) هنرپیشه اهل ژاپن است.